# المنصف بركوس
المنصف بركوس رجل أعمال تونسي مختص في مجال الملابس الجاهزة.

## مسيرته
إلتحق بمجلس المستشارين ضمن ممثلي المنظمات المهنية التابعة للاتحاد التونسي للصناعة والتجارة والصناعات التقليدية في المرحلة الإنتخابية بين 2005 و2008.
في 2019، إلتحق المنصف البركوس بحزب تحيا تونس، وإنظم إلي المجلس الوطني للحزب الذي يظم 277 عضوا.